# Prefettura di Tottori
Tottori (鳥取県?, Tottori-ken) è una prefettura giapponese di circa 600 000 abitanti, che si trova nella regione di Chūgoku, sull'isola di Honshū. Il suo capoluogo è l'omonima città di Tottori.

## Geografia fisica

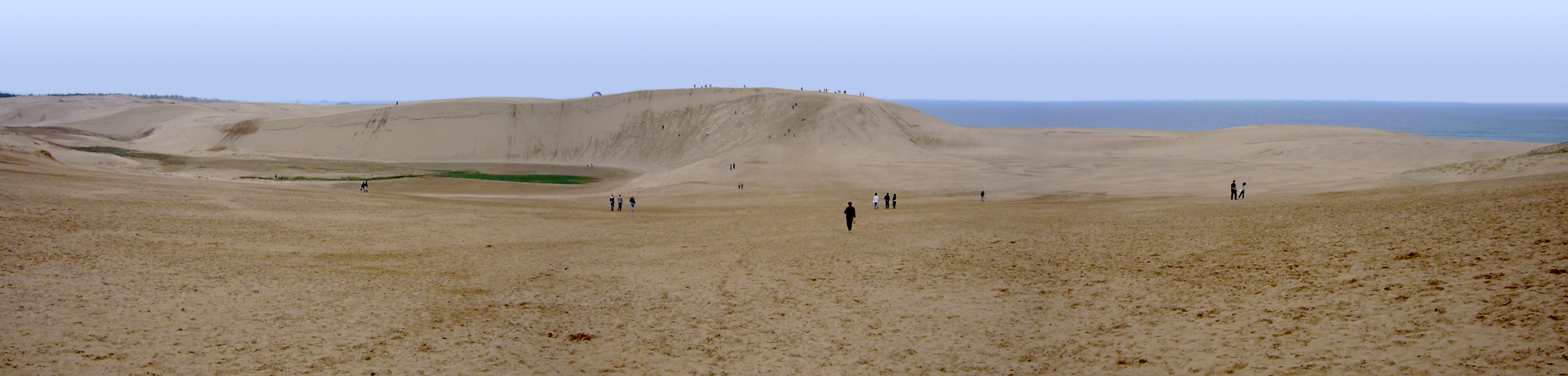
Il deserto e le dune di Tottori.

La prefettura di Tottori confina ad est con la prefettura di Hyōgo, ad ovest con la prefettura di Okayama ed a sud con le prefetture di Hiroshima e Shimane.
È bagnata a nord dal Mar del Giappone.
Nella prefettura è presente l'unico deserto del Giappone, il tottori-sakyū (鳥取砂丘? lett. "le dune di sabbia di Tottori").

### Città
Nella prefettura di Tottori ci sono 4 città:
- Kurayoshi
- Sakaiminato
- Tottori (capoluogo)
- Yonago

### Paesi e villaggi
Paesi e villaggi divisi per distretto.
| - Distretto di Hino - Hino - Kōfu - Nichinan | - Distretto di Iwami - Iwami | - Distretto di Saihaku - Daisen - Hiezu - Hōki - Nanbu | - Distretto di Tohaku - Hokuei - Kotoura - Misasa - Yurihama | - Distretto di Yazu - Chizu - Wakasa - Yazu |